# 港明
港明（こうめい）は、愛知県名古屋市港区の地名。現行行政地名は港明一丁目および港明二丁目。住居表示実施。

## 地理
名古屋市港区東部に位置する。東は千年三丁目、西は金川町、南は港楽一丁目・港栄一丁目、北は辰巳町・津金一丁目に接する。

## 歴史
1800年に開発された熱田前新田の一部に該当する。

### 町名の由来
明るい名古屋港の意味で命名された。

### 行政区画の変遷
- 1947年（昭和22年）5月10日 - 港区熱田前新田（字辰巳・中ノ組）の一部より同区港明町1丁目および2丁目が、熱田前新田（字中ノ組・西ノ組）の一部より港明町3丁目がそれぞれ成立[5][1]。耕地整理施行による。
- 1973年（昭和48年）10月20日 - 港区港明町1丁目・辰巳町4丁目の全部と熱田前新田（字辰巳）・港明町2丁目・千年（字ハノ割・ロノ割）の各一部より同区港明一丁目が成立[6][1]。
- 1974年（昭和49年）12月9日 - 港明町2丁目および3丁目の全部と辰巳町6丁目・津金町1丁目および2丁目の各一部より港明二丁目が成立[7][1]。

### 年表
- 1937年（昭和12年） - 当地（当時は熱田前新田）において名古屋汎太平洋平和博覧会が開催される[4]。
- 1939年（昭和14年）7月 - 博覧会会場跡地に東邦瓦斯のガス工場である熱田供給所が完成し、供給を開始する[8]。
- 1940年（昭和15年）1月 - 東邦瓦斯熱田供給所が、同熱田製造所と改称する[8]。
- 1945年（昭和20年）4月 - 東邦瓦斯熱田製造所が、同金川製造所と改称する[8]。
- 1957年（昭和32年）9月 - 東邦瓦斯金川製造所東側に同港明製造所が操業を開始する[9]。
- 1960年（昭和35年）11月 - 東邦瓦斯金川製造所および同港明製造所がそれぞれ金川工場・港明工場と改称する[10]。
- 1965年（昭和40年）7月 - 東邦瓦斯金川工場および港明工場が統合され、港明工場となる[10]。

## 世帯数と人口
2019年（平成31年）3月1日現在の世帯数と人口は以下の通りである。
| 丁目       | 世帯数  | 人口  |
| ---------- | ------- | ----- |
| 港明一丁目 | 498世帯 | 723人 |
| 港明二丁目 | 102世帯 | 229人 |
| 計         | 600世帯 | 952人 |

### 人口の変遷
国勢調査による人口の推移。
| 1995年（平成7年）  | 979人  |  |  |
| 2000年（平成12年） | 852人  |  |  |
| 2005年（平成17年） | 720人  |  |  |
| 2010年（平成22年） | 889人  |  |  |
| 2015年（平成27年） | 1086人 |  |  |

### 世帯数の変遷
国勢調査による世帯数の推移。
| 1995年（平成7年）  | 543世帯 |  |  |
| 2000年（平成12年） | 546世帯 |  |  |
| 2005年（平成17年） | 455世帯 |  |  |
| 2010年（平成22年） | 638世帯 |  |  |
| 2015年（平成27年） | 668世帯 |  |  |

## 学区
市立小・中学校に通う場合、学校等は以下の通りとなる。また、公立高等学校に通う場合の学区は以下の通りとなる。
| 丁目       | 番・番地等 | 小学校               | 中学校               | 高等学校 |
| ---------- | ---------- | -------------------- | -------------------- | -------- |
| 港明一丁目 | 全域       | 名古屋市立中川小学校 | 名古屋市立港明中学校 | 尾張学区 |
| 港明二丁目 | 全域       | 名古屋市立中川小学校 | 名古屋市立港明中学校 | 尾張学区 |

## 交通

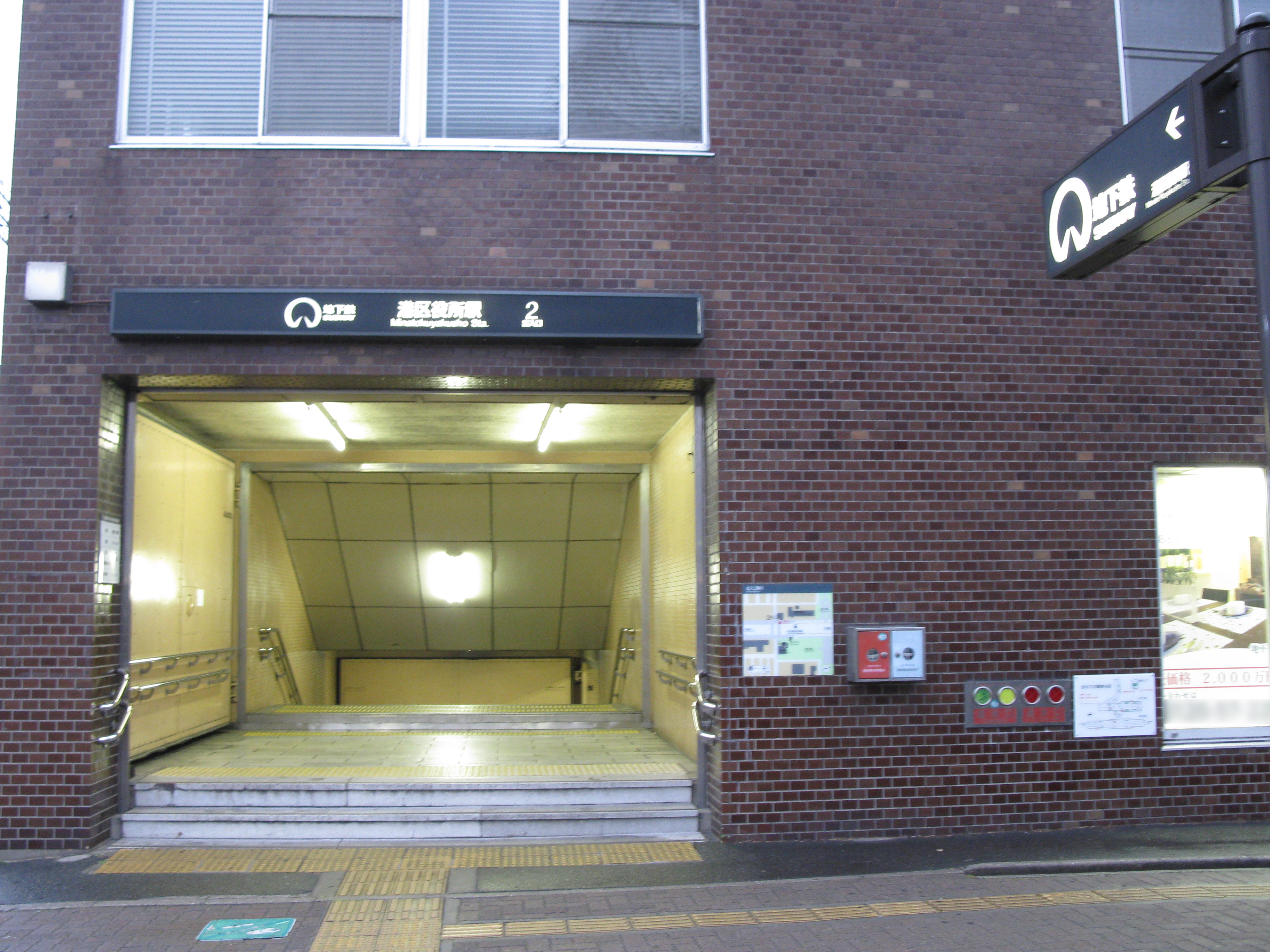
名古屋市営地下鉄港区役所駅

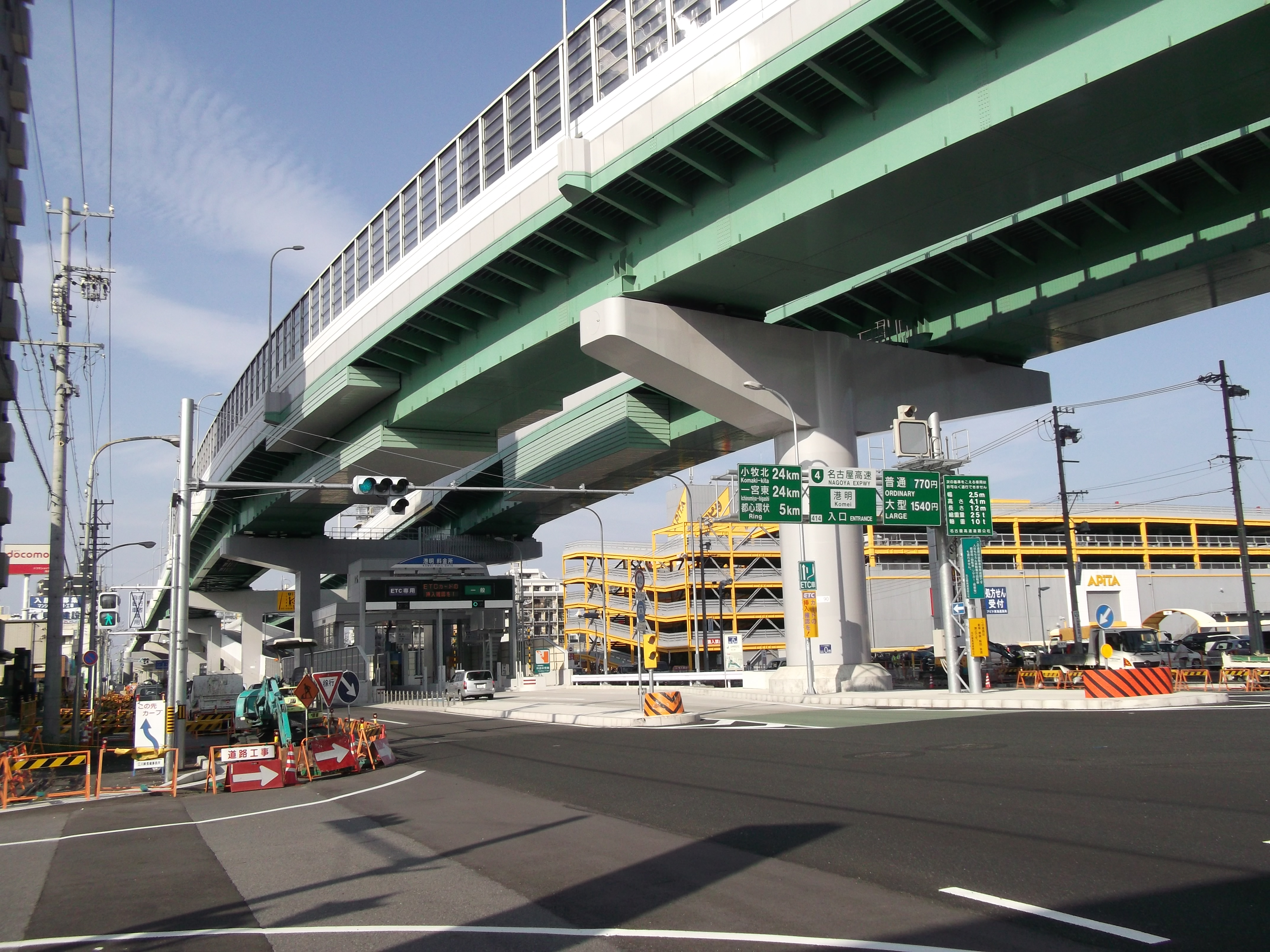
名古屋高速港明出入口

### 鉄道
地下鉄
- 名古屋市営地下鉄名港線 港区役所駅[3]

### 道路
高速道路
- 名古屋高速4号東海線 港明出入口

市道
- 江川線（名古屋市道江川線）[3]

## 施設
- 港北公園[3]

### 港明一丁目
- MEGAドン・キホーテUNY東海通店（旧・アピタ東海通店）
  - ユニーとドンキホーテホールディングスが共同展開する「MEGAドン・キホーテUNY東海通店」として2018年（平成30年）3月9日に改装して開業した[新聞 1]。
- 中部労災病院[3]
- 中部労災高等看護学校[3]
- 港区役所[3]
- 名古屋市立港明中学校[3]
- 愛知県立港特別支援学校[3]
- 名古屋市港防災センター

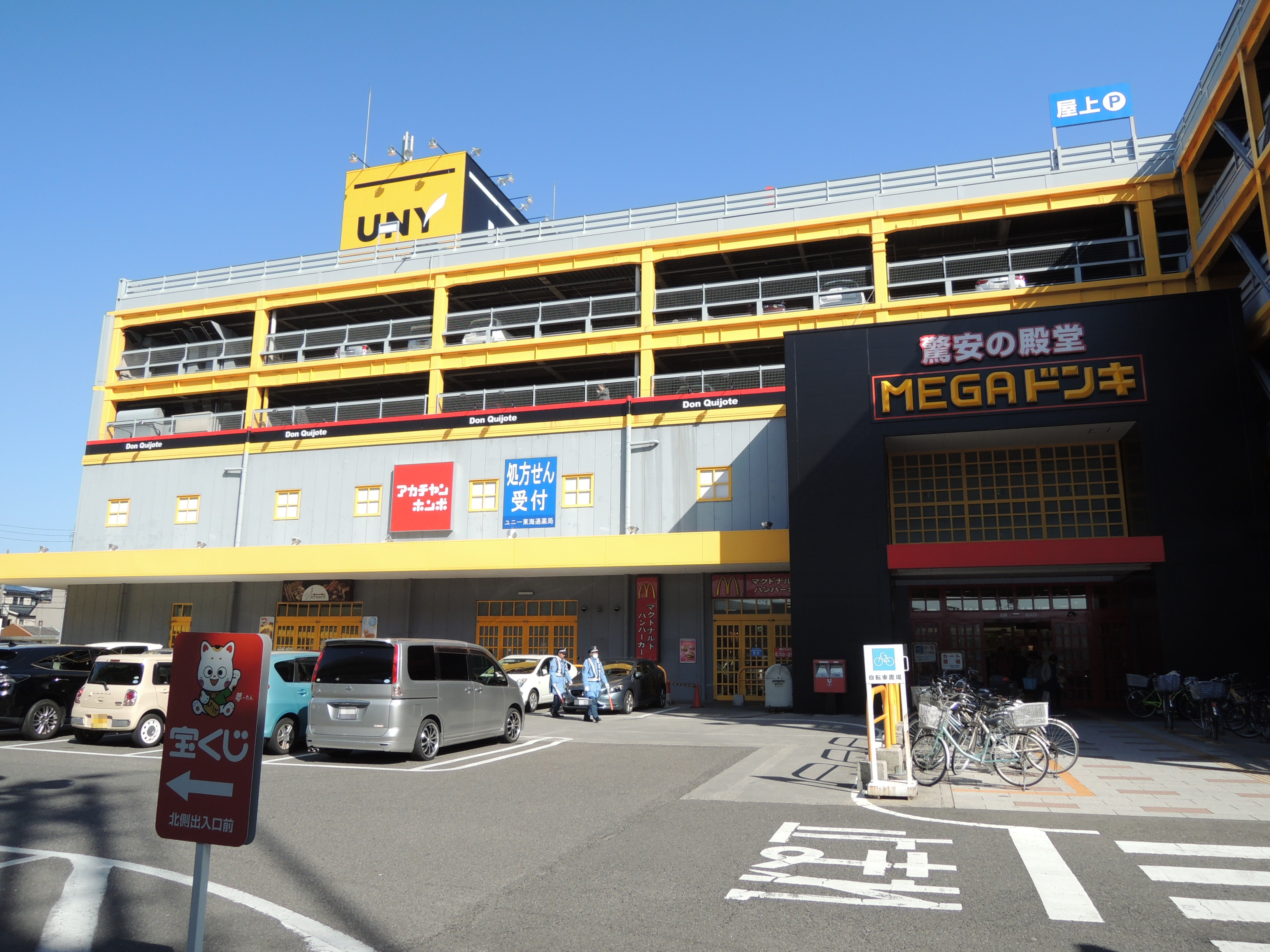
MEGAドン・キホーテUNY東海通店
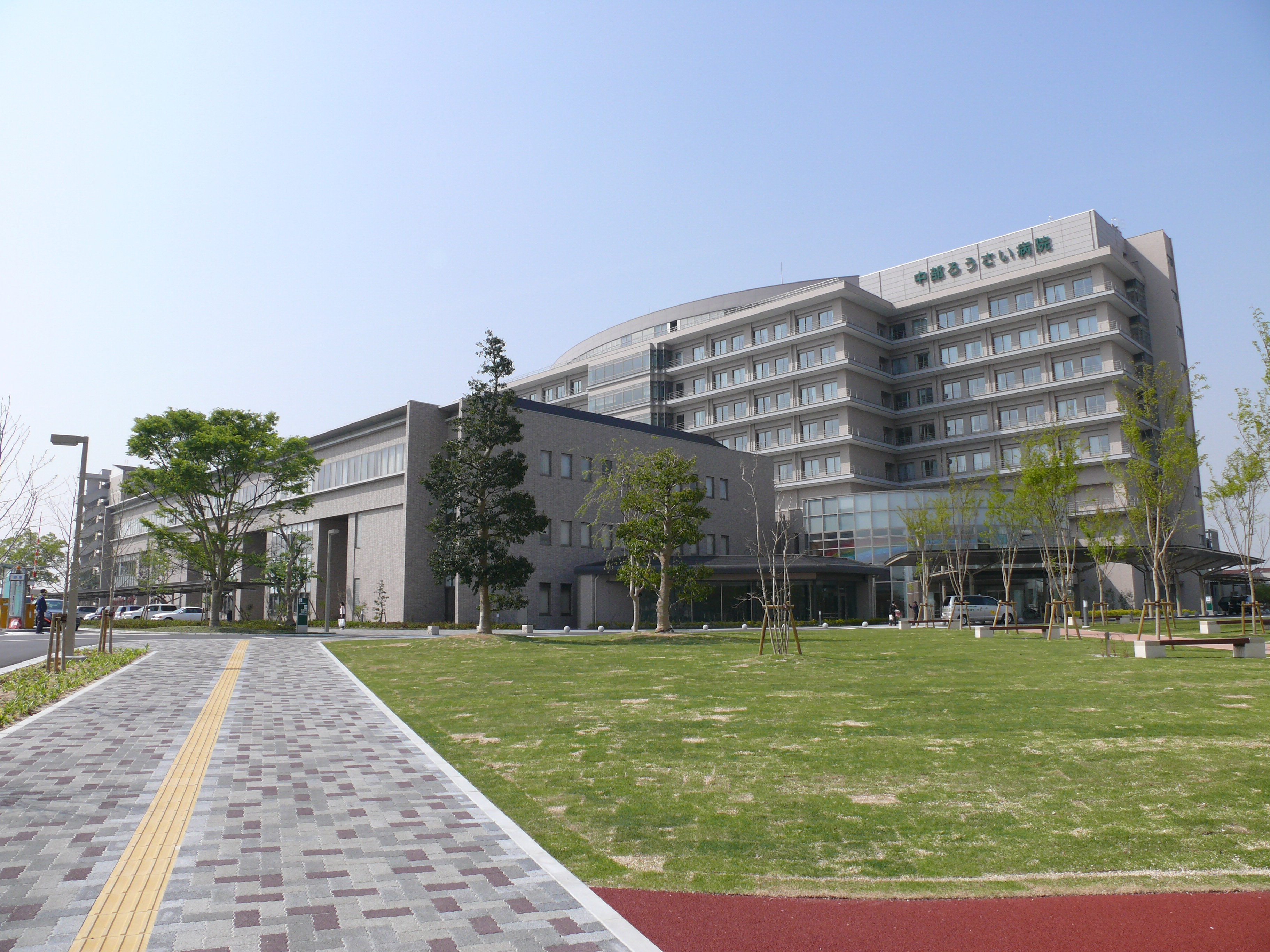
中部労災病院
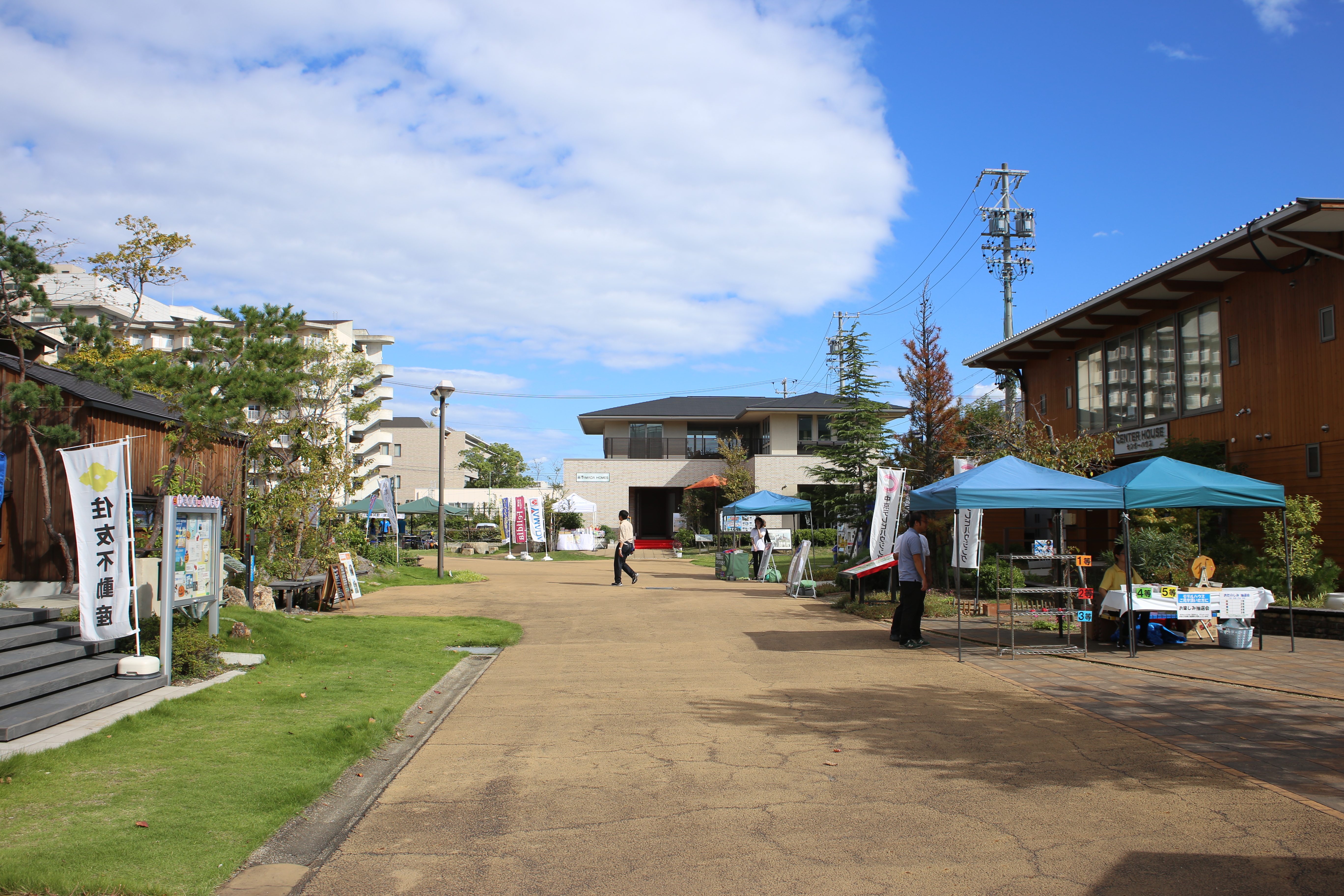
中京テレビハウジングみなと（2018年10月）
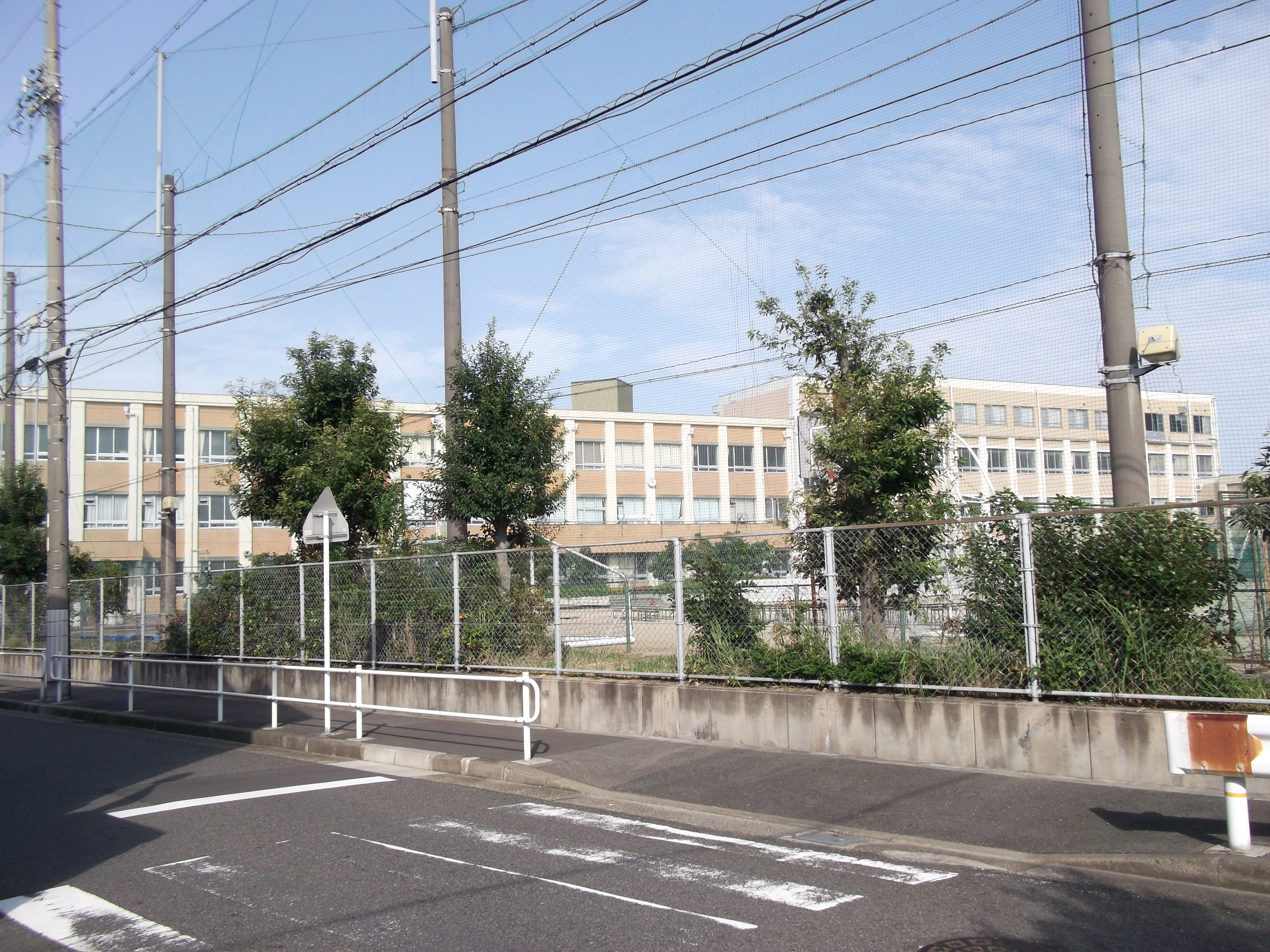
名古屋市立港明中学校（2014年9月）
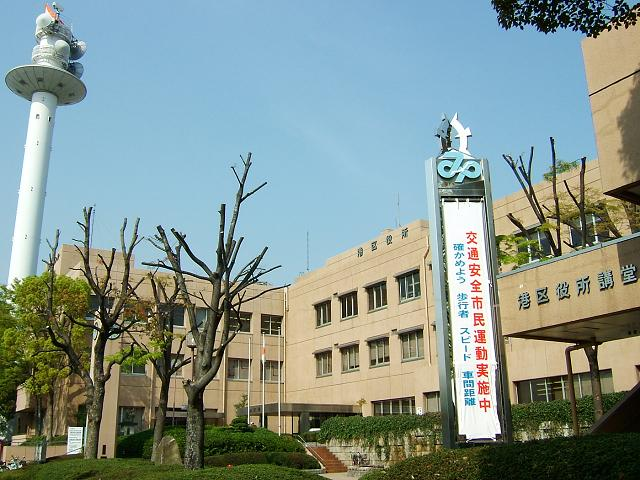
港区役所
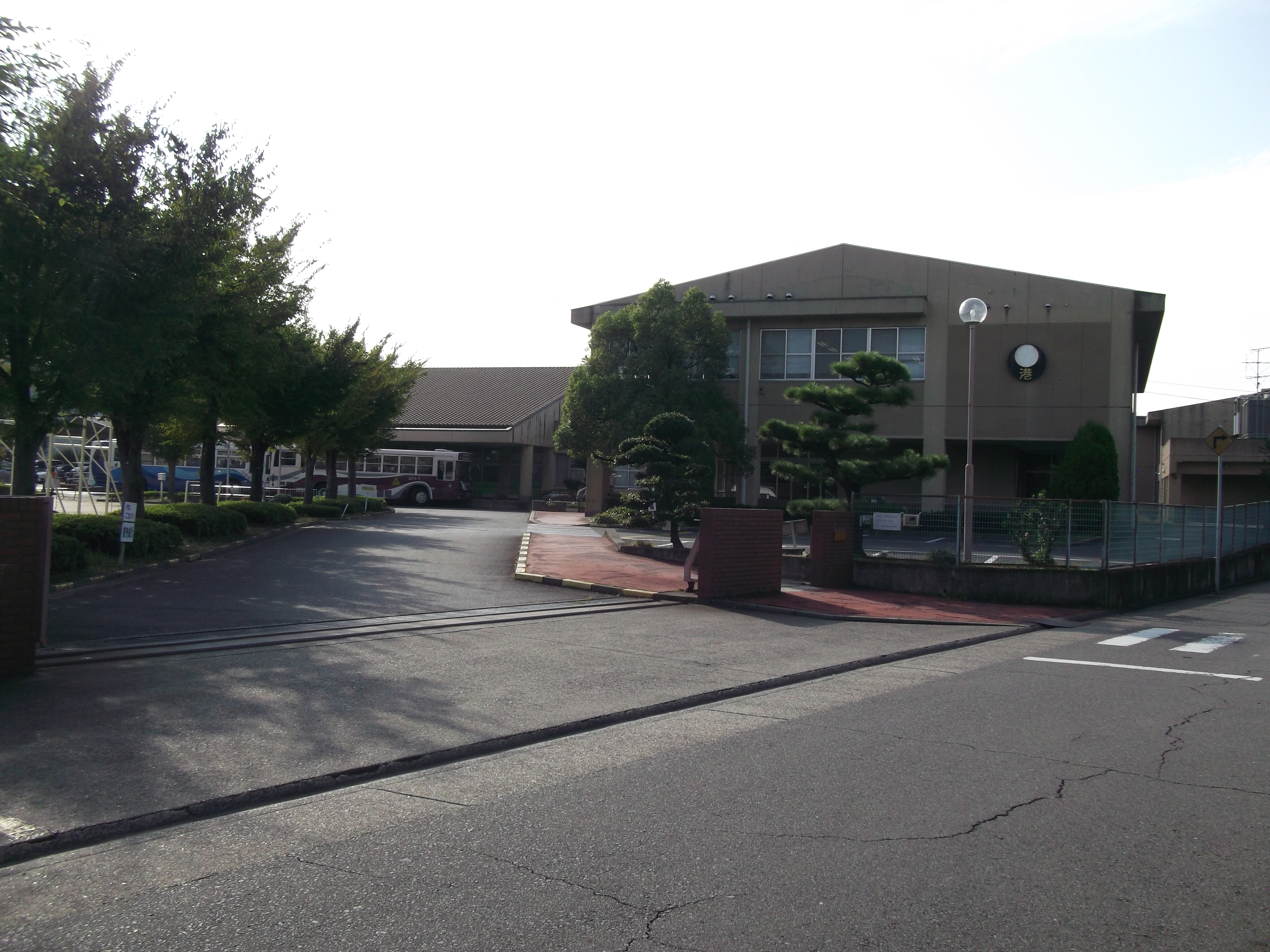
愛知県立港特別支援学校（2014年9月）
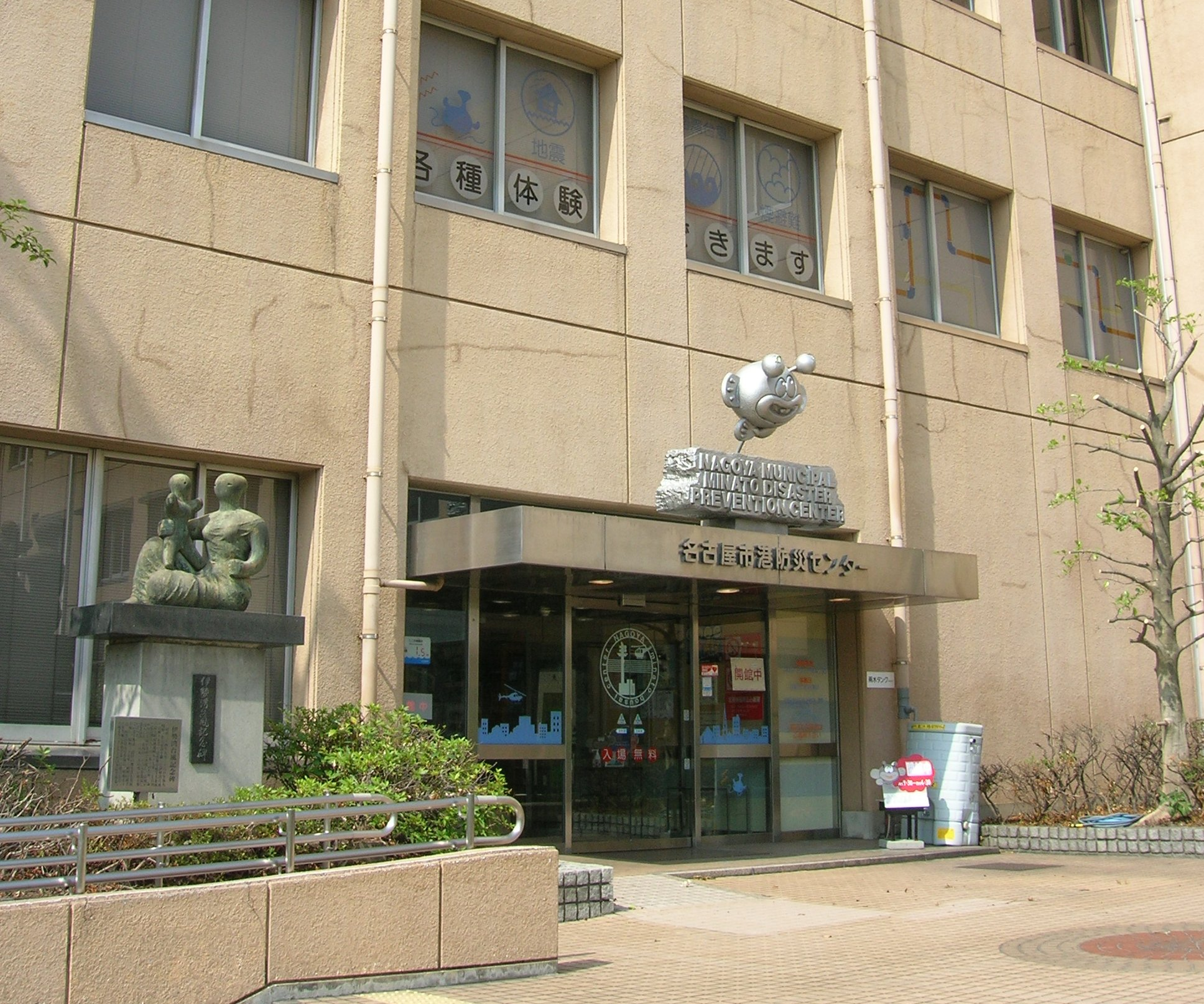
名古屋市港防災センター

### 港明二丁目
- 港明スマートタウン地区（みなとアクルス）
  - 港明二丁目をはじめ、金川町、港栄一丁目、河口町、津金一丁目の各町にまたがる約38.5ヘクタールの工場跡地に商業施設などを誘導し、複合的な市街地とする計画[WEB 13]。
- 三井ショッピングパーク ららぽーと名古屋みなとアクルス
  - 上記工場跡地に整備された「みなとアクルス」に2018年（平成30年）9月28日に開業した商業施設[新聞 2]。延べ床面積約12万4700平方メートルの4階建ての建屋にアオキスーパー、ロフトをはじめとする217のテナントが出店している[新聞 2]。

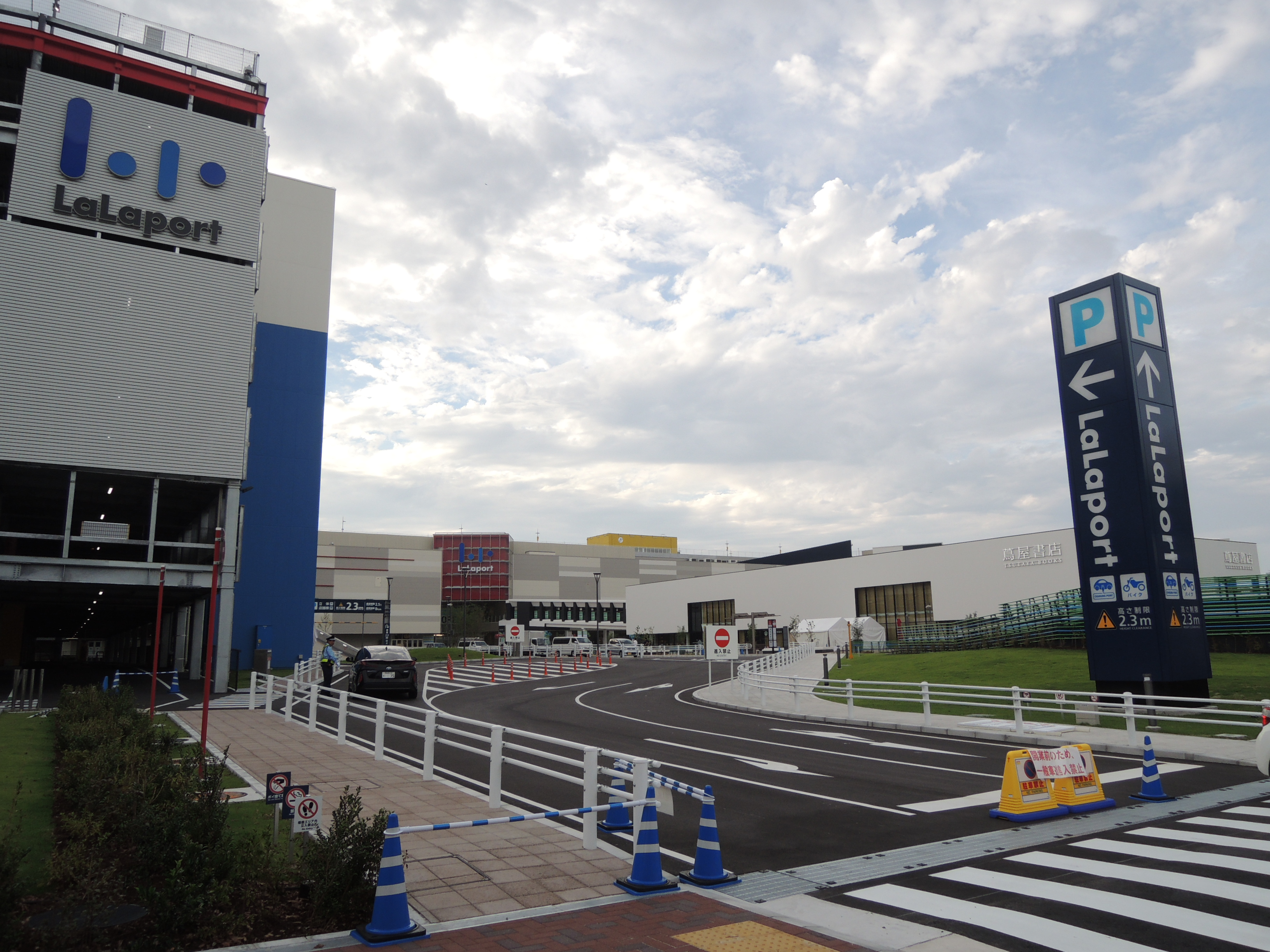
ららぽーと名古屋みなとアクルス

- COMTEC PORTBASE（2025年3月開業）

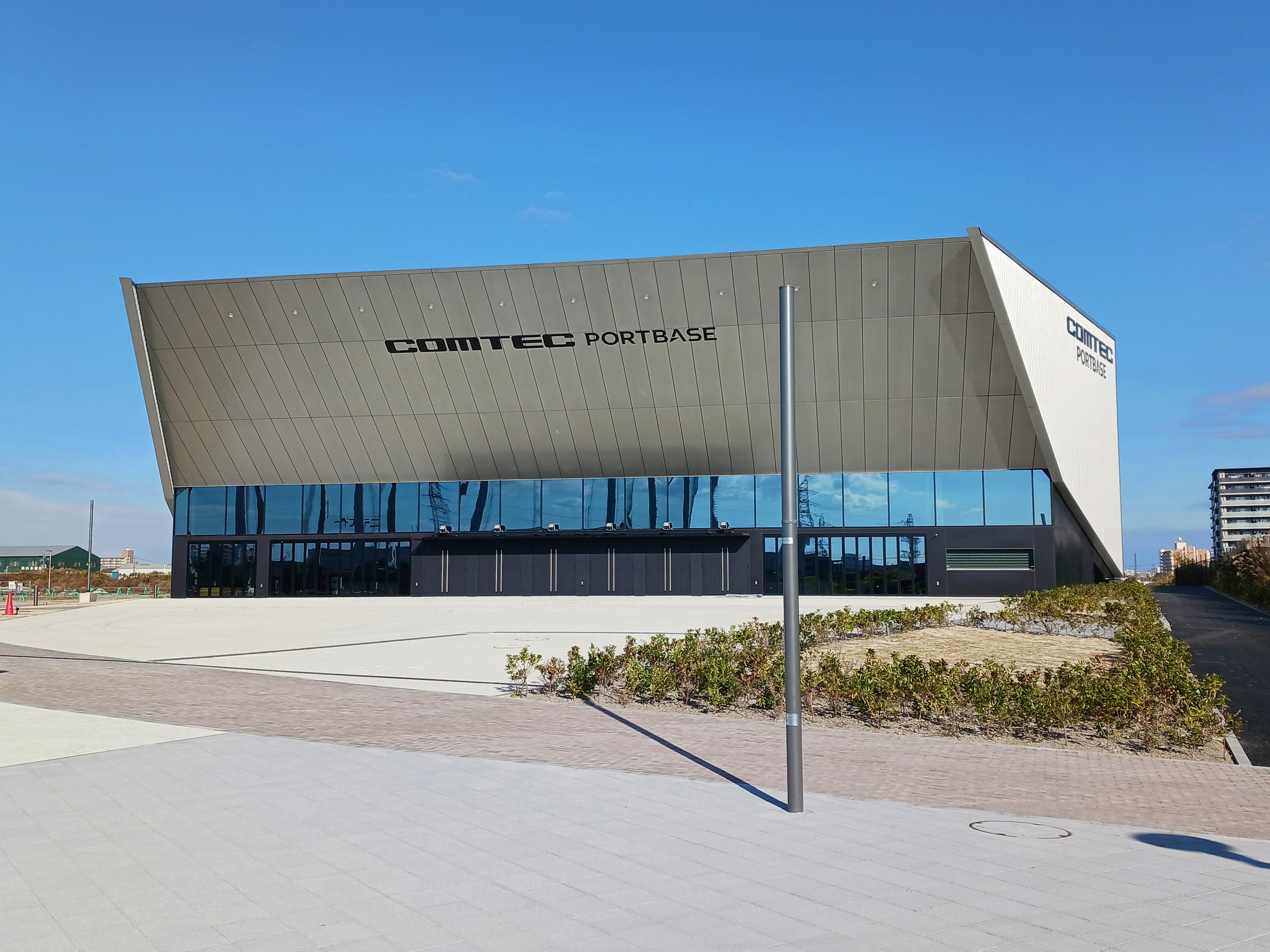
COMTEC PORTBASE

## その他

### 日本郵便
- 郵便番号 : 455-0018[WEB 3]（集配局：名古屋港郵便局[WEB 14]）。

### WEB
1. ↑  “愛知県名古屋市港区の町丁・字一覧”.   人口統計ラボ. 2017年10月7日閲覧。
2. 1 2  “町・丁目(大字)別、年齢(10歳階級)別公簿人口(全市・区別)”.   名古屋市 (2019年3月20日). 2019年3月21日閲覧。
3. 1 2  “郵便番号”.  日本郵便. 2019年3月17日閲覧。
4. ↑  “市外局番の一覧”.   総務省. 2019年1月6日閲覧。
5. 1 2  名古屋市役所市民経済局地域振興部住民課町名表示係 (2015年10月21日). “港区の町名一覧”.   名古屋市. 2020年11月15日閲覧。
6. 1 2  総務省統計局 (2014年3月28日). “平成7年国勢調査の調査結果(e-Stat) - 男女別人口及び世帯数 －町丁・字等” (CSV). 2021年7月20日閲覧。
7. 1 2  総務省統計局 (2014年5月30日). “平成12年国勢調査の調査結果(e-Stat) - 男女別人口及び世帯数 －町丁・字等” (CSV). 2021年7月20日閲覧。
8. 1 2  総務省統計局 (2014年6月27日). “平成17年国勢調査の調査結果(e-Stat) - 男女別人口及び世帯数 －町丁・字等” (CSV). 2021年7月21日閲覧。
9. 1 2  総務省統計局 (2012年1月20日). “平成22年国勢調査の調査結果(e-Stat) - 男女別人口及び世帯数 －町丁・字等” (CSV). 2021年7月21日閲覧。
10. 1 2  総務省統計局 (2017年1月27日). “平成27年国勢調査の調査結果(e-Stat) - 男女別人口及び世帯数 －町丁・字等” (CSV). 2021年7月21日閲覧。
11. ↑  “市立小・中学校の通学区域一覧”.   名古屋市 (2018年11月10日). 2019年1月14日閲覧。
12. ↑  “平成29年度以降の愛知県公立高等学校（全日制課程）入学者選抜における通学区域並びに群及びグループ分け案について”.   愛知県教育委員会 (2015年2月16日). 2019年1月14日閲覧。
13. ↑  名古屋市役所住宅都市局都市計画部都市計画課地域計画係. “名古屋都市計画地区計画の変更計画書（港明スマートタウン地区）（名古屋市決定）” (PDF).   名古屋市. 2018年3月11日閲覧。
14. ↑  “郵便番号簿 2018年度版” (PDF).   日本郵便. 2019年4月14日閲覧。

### 新聞
1. ↑  “ドンキ流ユニー東海１号店　きょう港区にオープン” (日本語). 中日新聞朝刊 (中日新聞社):  p. 9. (2018年3月9日)
2. 1 2  “「ららぽーと」９月開業” (日本語). 中日新聞朝刊 (中日新聞社):  p. 8. (2018年3月9日)

### 文献
1. 1 2 3 4 5 6  名古屋市計画局 1992, p. 836.
2. ↑  “市外局番の一覧”.   総務省. 2019年1月6日閲覧。
3. 1 2 3 4 5 6 7 8 9 10  「角川日本地名大辞典」編纂委員会 1989, p. 1531.
4. 1 2  名古屋市計画局 1992, p. 518.
5. ↑  耕第388号『港区地内町名改称』　知事諮問案綴（名古屋市会事務局議事課,1946）
6. ↑  名古屋市計画局土地調整部住居表示課 1996, p. 10.
7. ↑  名古屋市計画局土地調整部住居表示課 1996, p. 14.
8. 1 2 3  港区制施行五十周年記念事業実行委員会 1987, p. 471.
9. ↑  港区制施行五十周年記念事業実行委員会 1987, p. 472.
10. 1 2  港区制施行五十周年記念事業実行委員会 1987, p. 473.